# Bisan-dong, Anyang
Bisan-dong (koreanska: 비산동) är en stadsdel i staden Anyang i provinsen Gyeonggi,  i den nordvästra delen av Sydkorea,  18 km söder om huvudstaden Seoul. Den ligger i stadsdistriktet Dongan-gu.

## Indelning
Administrativt är Bisan-dong indelat i:
| Namn    | Namn              | Yta i km² | Invånare 31 dec 2019 |
| ------- | ----------------- | --------- | -------------------- |
| 비산1동 | Bisan 1(il)-dong  | 1,82      | 22 291               |
| 비산2동 | Bisan 2(i)-dong   | 0,46      | 11 285               |
| 비산3동 | Bisan 3(sam)-dong | 5,56      | 23 480               |